# Tarasa humilis
Tarasa humilis är en malvaväxtart som först beskrevs av John Gillies, William Jackson Hooker och Arn., och fick sitt nu gällande namn av Antonio Krapovickas. Tarasa humilis ingår i släktet Tarasa och familjen malvaväxter. Inga underarter finns listade i Catalogue of Life.